# Département de La Paz (Mendoza)
Pour les articles homonymes, voir Département de La Paz.
Le département de La Paz est une des 18 subdivisions de la province de Mendoza, en Argentine. Son chef-lieu est la ville de La Paz.
Le département a une superficie de 7 105 km2. Il comptait 9 560 habitants en 2001. Sa population était estimée à 10 685 habitants en 2007.

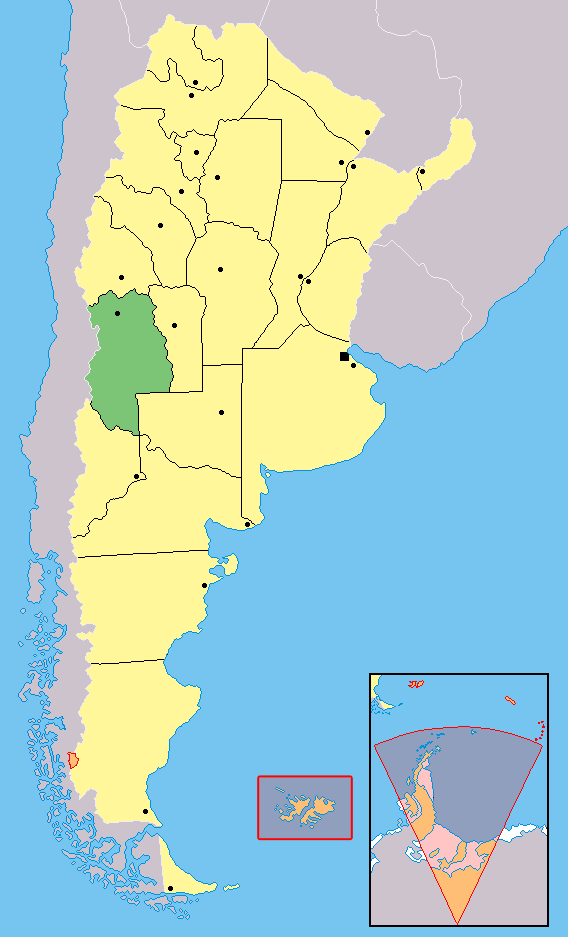
Localisation de la province de Mendoza en Argentine